# Casimir Funk
Casimir Funk (en polaco, Kazimierz Funk; Varsovia, 23 de febrero de 1884-Albany, 20 de noviembre de 1967) fue un bioquímico de origen polaco, generalmente acreditado por estar entre los primeros en formular (en 1912) el concepto de vitaminas, que llamó "aminas vitales" o "vitaminas".
Su investigación reveló el papel crucial que ciertos compuestos orgánicos desempeñan en el mantenimiento de la salud humana. El trabajo de Funk sobre estos nutrientes esenciales comenzó con su investigación de una sustancia que podría prevenir una condición conocida como beriberi, una enfermedad causada por la deficiencia de tiamina (vitamina B1). Este descubrimiento condujo a la comprensión de que el cuerpo requiere sustancias específicas y vitales de fuentes externas, que no pueden ser sintetizadas internamente.
Las contribuciones de Funk fueron fundamentales para establecer el concepto de vitaminas como sustancias distintas e indispensables para la salud. Su investigación mostró que estas sustancias, aunque necesarias solo en pequeñas cantidades, son esenciales para procesos como el metabolismo, la función inmunológica y el crecimiento y reparación general de los tejidos corporales. Sin estas vitaminas, el cuerpo no puede realizar sus funciones necesarias, lo que conduce a enfermedades y trastornos como el escorbuto (deficiencia de vitamina C), el raquitismo (deficiencia de vitamina D) y la pelagra (deficiencia de vitamina B3).
La importancia de las vitaminas en el aseguramiento de la salud del cuerpo humano no puede ser subestimada. Apoyan numerosas reacciones bioquímicas que mantienen la vida. Por ejemplo, la vitamina A es vital para la visión y la salud inmunológica, mientras que la vitamina D ayuda en la absorción de calcio, crucial para la fortaleza ósea. Gracias al trabajo de Funk, el mundo reconoció la necesidad de incluir las vitaminas en la dieta para evitar deficiencias y mantener una salud óptima. Su legado perdura en la comprensión de la nutrición, influyendo en las directrices de salud pública y la fortificación de alimentos para prevenir deficiencias vitamínicas a nivel mundial.

## Biografía

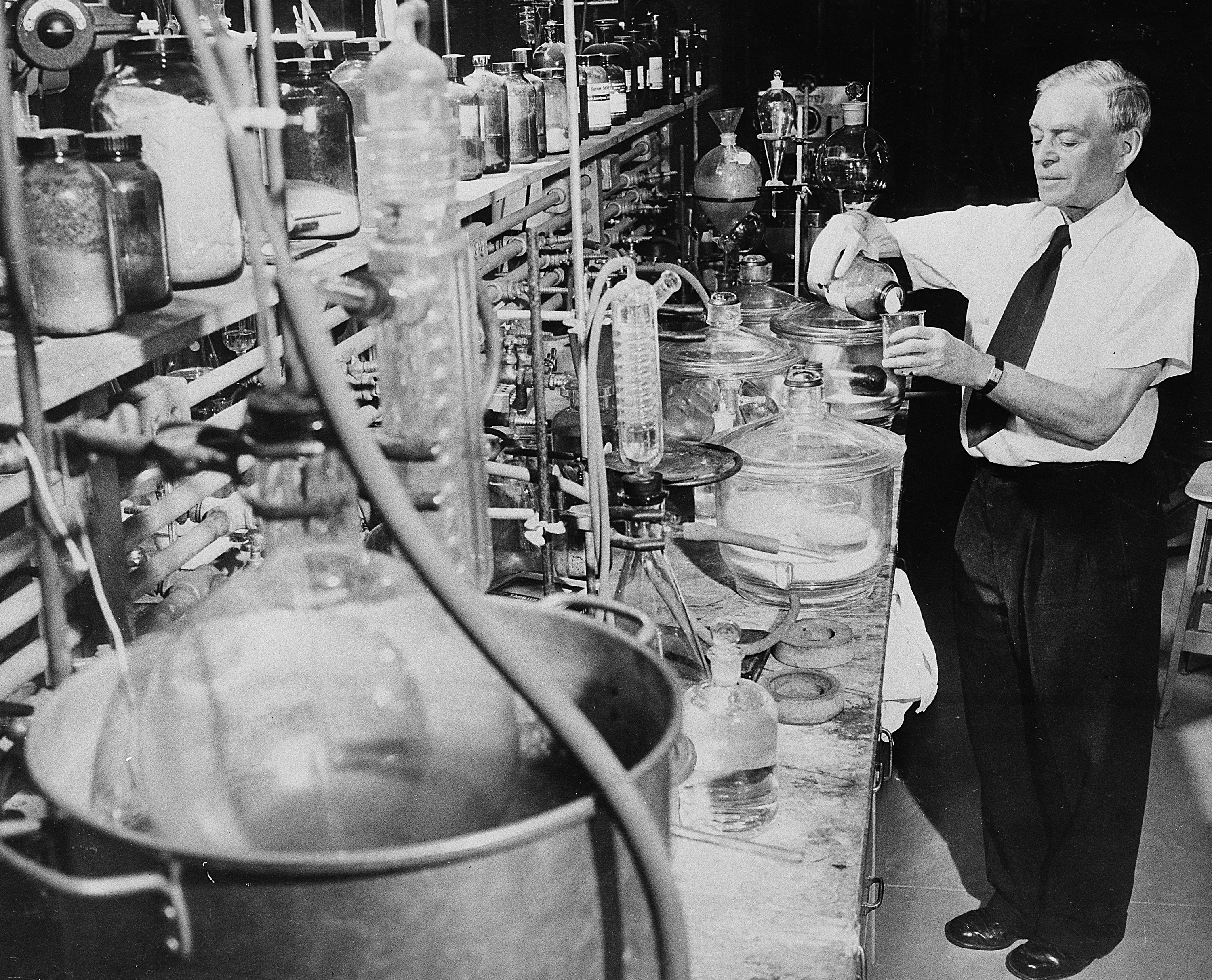
El Dr. Casimir Funk trabajando en su nuevo laboratorio de investigación en la calle 64 oeste de la ciudad de Nueva York el 12 de enero de 1953.

Estructura de la tiamina.

Nació en Varsovia el 23 de febrero de 1884. Era hijo de Jakub Izraelowicz Funk, un médico de enfermedades venéreas, y de Gustaw, de soltera Zysan. Debido a las condiciones políticas en Polonia en ese momento (la parte de Polonia donde vivía era entonces un enclave de Rusia), las oportunidades educativas eran marginales. Casimir Funk recibió tutoría a intervalos para prepararlo para sus estudios en el Gimnasio de Varsovia. Después de graduarse en 1900, fue enviado a Suiza, donde pasó un año en Ginebra antes de trasladarse a la Universidad de Berna. Allí completó un doctorado, en 1904, trabajando en el laboratorio de química orgánica de Stanislaw Kostanecki. Su tesis versó sobre la preparación de brasilina y hematoxilina, dos tintes de la familia de los estilbenos.
Posteriormente, Funk fue aceptado por Gabriel Bertrand en el Instituto Pasteur para realizar estudios sobre bases orgánicas y aminoácidos. Bertrand, que estaba interesado en la química farmacéutica, ofreció un curso de introducción a la bioquímica a los nuevos estudiantes, pero tenía poco interés en guiar a los estudiantes de investigación. Por sugerencia de Bertrand, Funk estudió el lacol, un fenol, que le provocó intensa irritación e hinchazón. Después de dejar de trabajar en el compuesto y recuperarse, pasó el resto del trimestre repitiendo estudios de químicos alemanes sobre los componentes básicos de los azúcares y las proteínas. En 1906, Funk se trasladó al laboratorio de química orgánica de Emil Fischer en Berlín. Bajo la dirección de Emil Abderhalden, director del laboratorio de Fischer, Funk realizó estudios sobre el metabolismo de las proteínas, que dieron lugar a varias publicaciones. Luego, Abderhalden envió a Funk al hospital municipal de Wiesbaden, donde, además de realizar la química hospitalaria de rutina, Funk alimentó a perros con proteínas o aminoácidos purificados y observó que perdían peso. Cuando Funk alimentó a los perros con carne de caballo seca y leche en polvo, recuperaron peso. Abderhalden, que había estado trabajando en un problema relacionado, criticó los experimentos y sus relaciones personales con Funk se volvieron tensas. Sin embargo, los dos continuaron trabajando en problemas similares y se respetaban mutuamente.
En 1910, Funk abandonó Alemania y se asoció con el Instituto Lister de Medicina Preventiva (Lister Institute of Preventive Medicine) de Londres, Inglaterra.
Después de leer un artículo del holandés Christiaan Eijkman que indicaba que las personas que comían arroz integral eran menos vulnerables al beriberi que las que solo comían el producto completamente molido, Funk intentó aislar la sustancia responsable y lo logró. Debido a que esa sustancia contenía un grupo amina, la llamó "vitamina". Más tarde se conocería como vitamina B3 (niacina), aunque pensó que sería tiamina (vitamina B1) y lo describió como el "factor anti-beri-beri". En 1911 publicó su primer artículo en inglés, sobre la dihidroxifenilalanina. Funk estaba seguro de que existía más de una sustancia como la vitamina B1, y en su artículo de 1912 para el Journal of State Medicine, propuso la existencia de al menos cuatro vitaminas: una que previene el beriberi (“antiberiberi”); una que previene el escorbuto ("antiescorbútico"); una que previene la pelagra ("antipelágrico"); y una que previene el raquitismo ("antirraquítico"). A partir de ahí, Funk publicó un libro, The Vitamines, en 1912, y más tarde ese año recibió una Beit Fellowship para continuar su investigación.
Durante la Primera Guerra Mundial se trasladó a Estados Unidos, donde realizó investigaciones sobre el uso de vitaminas con fines medicinales. En 1923 regresó a Polonia gracias a Ludwik Rajchman, quien, en calidad de representante de la Sociedad de Naciones, convenció a Funk, primero, y a la Fundación Rockefeller, después, de que le proporcionara una remuneración adecuada como jefe del departamento de bioquímica del Instituto Nacional de Higiene de Varsovia. En los años 1923-1928 dirigió esta rama del Instituto Nacional de Higiene de Varsovia, donde trabajó, entre otras cosas, en el aislamiento de la insulina. Investigó el efecto de la vitamina B1 en el metabolismo de los carbohidratos y estudió el ácido nicotínico.

### Radicación final en Estados Unidos
En 1928 Funk regresó a los EE.  UU., donde continuó su investigación y actividades profesionales. Trabajó en instituciones como el Instituto Rockefeller para la Investigación Médica, contribuyendo aún más al campo de la bioquímica y la nutrición.
El trabajo de Funk en los EE.  UU. fue fundamental para dar forma a la comprensión de la nutrición y la bioquímica. Colaboró con otros investigadores y contribuyó al creciente cuerpo de conocimiento sobre vitaminas, sus fuentes y su impacto en la salud. Su investigación influyó en las directrices dietéticas y las políticas de salud pública, destacando la importancia de las vitaminas en la prevención de enfermedades por deficiencia.
Se nacionalizó estadounidense y falleció en Nueva York el 20 de noviembre de 1967.
La nueva sustancia llamada A descubierta por el Dr. Elmer McCollum sería agregada a la palabra Vitamina, dando origen a la Vitamina A, lo mismo ocurrió con la nueva sustancia llamada B o Tiamina descubierta por el Dr. Robert Williams en 1936, dando origen a la Vitamina B.

## Enfoque y metodologías para descubrir las vitaminas
Funk es conocido por su trabajo pionero que condujo al descubrimiento de las vitaminas. Su descubrimiento comenzó con un enfoque en entender las enfermedades por deficiencia y los compuestos bioquímicos esenciales para la salud. Su proceso que lo llevó a este descubrimiento comprendió los siguientes estadios:
Observación de enfermedades por deficiencia
Funk estaba intrigado por enfermedades como el beriberi, el escorbuto, el raquitismo y la pelagra, que parecían estar vinculadas a deficiencias dietéticas. Observó que estas enfermedades eran prevalentes en poblaciones con dietas restringidas o monótonas, lo que sugería una conexión entre la dieta y la salud.
Formación de hipótesis
Él planteó la hipótesis de que estas enfermedades eran causadas por la ausencia de nutrientes específicos, aunque desconocidos, en la dieta. Especuló que había compuestos esenciales en los alimentos que eran necesarios para mantener la salud y prevenir estas enfermedades.
Investigación y experimentación
En sus investigaciones realizó experimentos con animales, alimentándolos con dietas carentes de ciertos nutrientes y observando la aparición de enfermedades por deficiencia. Descubrió que al añadir extractos específicos de alimentos a sus dietas, se podían curar estas enfermedades, lo que le llevó a creer en la existencia de nutrientes esenciales.
Aislamiento e identificación
Trabajó en aislar estos compuestos esenciales. Se centró particularmente en una sustancia que denominó "vitamina" (un acrónimo de "vital amine") porque creía que estos compuestos eran aminas. Aisló con éxito una sustancia de los salvados de arroz que curaba el beriberi, que más tarde fue identificada como tiamina (vitamina B1).
Concepto de vitaminas
Finalmente extendió su hipótesis sugiriendo que había múltiples "vitaminas", cada una esencial para prevenir diferentes enfermedades por deficiencia. Su trabajo sentó las bases para la identificación y clasificación de las vitaminas como nutrientes vitales necesarios en pequeñas cantidades para el correcto funcionamiento fisiológico.

### Impacto y legado
El descubrimiento de Funk tuvo un profundo impacto en la ciencia nutricional y la salud pública, llevando a la identificación de otras vitaminas y la prevención y tratamiento de enfermedades por deficiencia. Su trabajo subrayó la importancia de una dieta equilibrada y el papel de los micronutrientes en la salud, influyendo en las directrices dietéticas y los programas de fortificación en todo el mundo. La línea de pensamiento de Dr. Casimir Funk se caracterizó por sus agudas observaciones de las enfermedades por deficiencia, la formulación de una hipótesis sobre los componentes dietéticos esenciales, la experimentación rigurosa y la eventual identificación de estos componentes, a los que llamó "vitaminas". Su trabajo innovador estableció la base para la ciencia nutricional moderna.

## Publicaciones
Funk publicó más de 140 artículos sobre vitaminas, hormonas, nutrición y bioquímica del cáncer, diabetes y úlceras, pero sus artículos más influyentes fueron los de 1911 y 1920 que trataban principalmente de vitaminas y nutrición. Dos de estas primeras publicaciones de gran importancia son:
- Cooper, E.A.; Funk, Casimir (de noviembre de 1911). «Experiments on the causation of Beri-beri.». The Lancet (en inglés) 178 (4601): 1266-1267. doi:10.1016/S0140-6736(01)42128-3.

- Funk, Casimir (19 de diciembre de 1913). «Studies on pellagra: I. The influence of the milling of maize on the chemical composition and the nutritive value of maize‐meal». The Journal of Physiology (en inglés) 47 (4-5): 389-392. doi:10.1113/jphysiol.1913.sp001631.

Otras publicaciones:
- Funk, C. The vitamines: their chemical nature, their importance in metabolism and their function in the animal organism. Am Med. 1916; II: 751-755.
- Funk publicó el libro Die Vitamines (1914),[14]  un tratado que resumía la trabajo realizado hasta ese año; se preparó una traducción al inglés, "The Vitamins", en colaboración con su alumno Harry E. Durbin en 1922.
- Casimir Funk: The etiology of the deficiency diseases. Beri-beri, polyneuritis in birds, epidemic deopsy, scurvy, experimental scurvy in animals, infantile scurvy, ship beri-beri, pellagra. In: Journal of State Medicine. Band 20, 1912, S. 341–368.

## Publicaciones sobre Casimir Funk
- En 1955, Benjamin Harrow publicó una biografía de Funk que incluye una lista de 141 artículos de investigación y 31 libros, reseñas y artículos.
- Paul Griminger, Journal of Nutrition 102 (1972): 1106-13, Cobertura de toda la carrera de Funk.
- Maltz, Alesia (julio de 2013). «Casimer Funk, Nonconformist Nomenclature, and Networks Surrounding the Discovery of Vitamins1». The Journal of Nutrition (en inglés) 143 (7): 1013-1020. doi:10.3945/jn.112.171827. Consultado el 19 de enero de 2024.
- The National cyclopædia of American biography (1945) vol 9. https://babel.hathitrust.org/cgi/pt?id=mdp.39015078229195&seq=401
- Hay un obituario en el New York Times del 21 de noviembre de 1967.[15]